# 1343 Nicole
Az 1343 Nicole (ideiglenes jelöléssel 1935 FC) a Naprendszer kisbolygóövében található aszteroida. Louis Boyer fedezte fel 1935. március 29-én, Algírban.